# تاريخ الأدب في الداخل الفلسطيني بعد 1948
يُقسّم الأدب في الداخل الفلسطيني بعد عام 1948 إلى ثلاث مراحل تاريخيّة: المرحلة الأولى من عام 1948 وحتى عام 1967، المرحلة الثانية من عام 1967 حتى عام 1997 والمرحلة الثالثة من عام 1997 حتى اليوم.
يعرّف الأدب بشكل عام جغرافيًا ويُنسب للحيّز الجغرافي الذي كُتب فيه أو كُتب عنه. لكن، في هذا الأمر إشكاليّة حينما يتعلق بالأدب الفلسطيني، حيث لا حدود جغرافيّة ثابتة له. ولذلك، كلّ ما يُكتب تحت هذا الاسم يندرج تحت ثلاثة تعريفات رئيسيّة: الداخل الفلسطينيّ المحتلّ عام 1948، المناطق المحتلّة عام 67 والشتات.
هناك اختلاف بين كتابات الفلسطينيين في الداخل الفلسطيني المحتلّ وفي الأراضي المحتلة عام 67 وفي الشتات. هذا الاختلاف منوّط بالجغرافيا وبالأحداث التاريخيّة التي عايشها الفلسطينيون.
يُنظر للأدب الفلسطيني في الداخل المحتلّ عبر مسار تاريخيّ يُقسم لثلاثة مراحل زمنيّة.

## المرحلة الأولى 1948-1967
مرحلة البدايات أو مرحلة الصدمة ممتدة على 19 عام منذ 1948 حتى 1967. هُجّر غالبية الشعب الفلسطيني عام 1948 وبقي منهم قلّة قليلة. من بقي على العموم هم الفقراء والفلاحون والقليل جدًا من المثققين والكتّاب. من عام 1948 حتى عام 1953 لم يُنشر أي كتاب فلسطيني في الداخل. ساد صمت مخيف على الإنتاج الأدبي بسبب الصدمة والخوف وهجرة المثقفين حتى قام الأديب الراحل جورج خليل بإصدار كتاب «ورد وقتاد». نشر جورج خليل ديوانه عام 1953 وكان أول كتاب يُنشر بعد قيام دولة إسرائيل. ومن بعدها توارت النثر.
تجرأت مجموعة قليلة في سنوات الخمسينات وكتبت بمواضيع سياسيّة. فضّلت مجموعة أخرى التعامل مع مواضيع لا تزعج المؤسسة الإسرائيليّة. تشهد أوائل الستينات على توجه نحو مواضيع تجمع ما بين السياسية والاجتماع مما يشهد برغبة الأقلية الفلسطينية في الداخل على فهم ديناميكيّة العلاقة مع الأكثريّة اليهوديّة في البلاد. هذا توجه يدمج ما بين المواطنة الإسرائيليّة والقوميّة العربية لكنّه لم يكتسب مكانًا مركزيًّا في الأدب.
أبرز ما نُشر هو رواية «المشوهون» للكاتب توفيق فياض من المقيبلة وكتاب «سداسية الأيام الستة» لإميل حبيبي. في هذه الفترة كانت تعيش البلاد تحت حكم عسكري مما أثر على نوعيّة ومضامين الكتب التي تُنشر. في فترة الحكم العسكري نشر محمود درويش مجموعة «عاشق من فلسطين».

## المرحلة الثانية 1967-1997
مرحلة التسييس. هذه المرحلة طويلة كان فيها الأدب الفلسطيني غزيرًا حادًا وفاعلًا على كلّ المستويات. اختلف شعور الفلسطينين بعد إلغاء الحكم العسكري فصاروا يكتبون بقوة وجرأة وزخم. في هذه المرحلة نجد تقلبات وتغييرات كثيرة أثرت على الإنتاج الأدبي في الداخل؛ حرب عام 1967، وفي عام 1970 توفيّ جمال عبد الناصر وفي عام 1973 كانت حرب مع مصر وسوريا. شعر الفلسطينيون أنّ الحرب ليست حربهم وأنّهم يُتركون وحدهم وعبّروا عن ذلك بالأدب؛ أخذ الفلسطينيون يؤكدون هويتهم الفلسطينية على حساب الهوية العربية. في حين أنهم قبل عام 1967 كانوا يقولون «سجل أنا عربي» إلّا أنّ الهوية الفلسطينية بدأت تبرز وتطغى على الهوية العربيّة عند الأدباء والمثقفين.
في هذه المرحلة أيضًا، المرحلة المسيسة في تاريخ الأدب الفلسطيني في الداخل، صار الأدب سريعًا مكثًفا وأيدلوجيًا. الأحداث في هذه الفترة تلاحقت (في 77 زيارة السادات، 73 الحرب، 76 يوم الأرض، 82 اجتياح إسرائيل للبنان ووصولها حتى بيروت وأقاموا الشريط الحدودي، 87 الانتفاضة الأولى) وكان الأدب الفلسطيني استجابة للواقع السريع اللاهث. انقسم الكتّاب منذ المرحلة الأولى حتى المرحلة الثانية إلى فئتين، الفئة المسيسة وهم غالبًا ينتمون للحزب الشيوعي أو إلى مجموعة الأرض. والفئة الثانية هي «المحايدة» الذين كانوا لا يقربون السياسية، كانوا يقومون على موقف سياسي مذبذب والخوف من السلطة. كتبوا عن قضايا اجتماعية وكانوا ينشرون في الصحف الصهيونية. التأثير الأدبي في هذه الفترة كان للكتّاب المنتمين سياسيًا وكلهم تقريبًا كانوا جزءًا من الحزب الشيوعي الإسرائيلي.
ظهر في هذه الفترة، وكنتيجة مباشرة للأحداث التي مرّ بها الفلسطينيون في الداخل المحتلّ، موتيف الأرض كموتيفًا مركزيًّا في الأدب الفلسطيني. ظهرت كذلك أهميّة الهوية الفلسطينية وتم تجسيد المؤسسة الإسرائيليّة في الأدب بدور الشرطي أو رجل الأمن. صُوّرت المؤسسة الإسرائيليّة بشكلٍ سلبي وأصبحت هناك الحاجة الأدبية لابتكار أدوار فلسطينيّة بطوليّة مضادّة للتصدي لها. كشف الأدب الفلسطيني في هذه الفترة عن الفجوات بين الأقلية الفلسطينيّة والأكثريّة اليهوديّة في الدولة. ظهرت لأول مرّة شخصيات يهوديّة في الكتابات الفلسطينيّة، لكنها تختلف عمّا اعتاد العرب على قراءته في الأدب.
من أهم عناصر الأدب الفلسطيني البارزة في هذه الفترة هو الحفاظ على الجذور والثقافة الفلسطينيّة الجامعة، الحماية من تبني ثقافة الأكثريّة الطاغية والتأكيد على وحدة الطوائف في الداخل الفلسطيني والمصير المشترك لكل فئات المجتمع.

## المرحلة الثالثة 1997- اليوم
هي مرحلة ما بعد الحداثة. بدأنا نسمع في المرحلة الثالثة أصوات جديدة. أصوات نسائية كثيرة بدأت تظهر. بدأ النص الأدبي ينفتح إلى عوالم جديدة ولم تعد السياسة هي المادة الوحيدة للأدب. هذا لا يعني أن النبر السياسي اختفى إنما بدأت تظهر أصوات جديدة.[بحاجة لمصدر]